# 河内遊侠伝
『河内遊侠伝』（かわちゆうきょうでん、Roughs of Kawachi or The Rickshaw Man's son ）は、1967年の日本映画。主演 ： 千葉真一、監督 ： 鷹森立一、製作 ： 東映。カラー・シネマスコープ、88分。

## 解説
昭和初期の大阪で周囲の素朴な人情話を描いた作品で、千葉真一が河内一の暴れン坊に扮し、侠気と度胸を大らかに演じている。千葉主演でヒットした『子守唄シリーズ』で、コンビを組んだ池田雄一がシナリオを執筆し、鷹森立一が監督。脇役には駒吉の父親に伴淳三郎、駒吉の甲斐甲斐しい妹に大原麗子、妹の恋人で駒吉の弟分に山田吾一、料亭の箱入り娘に緑魔子、飲み屋の女将に月丘夢路、博奕と酒好きだが和を大事とする和尚に遠藤辰雄、かつては車夫であった商人に天津敏らが配された。
キャッチコピーは「この顔みろやぃ！河内一の暴れん坊 赤鞘・荒縄・つむじ風 喧嘩だ喧嘩だ でっかく買うぜ」。

## ストーリー
昭和6年の秋。板前の修業で3年間、河内を離れていた駒吉が帰ってきた。闘鶏で態度のでかい藤次郎を見かねて大げんかを始める。駒吉の弟分はこれを賭けの対象にし、売りを始めていた。博奕が好きな竹庵和尚は止めに入らず、賭けに夢中になる。その後、実家へ戻た駒吉は車夫を生業としている父・豊作と妹・美世と再会。息子に威勢のいいところを見せようとしていたが、兄妹は酒好きな父が徐々に元気が無くなっていくのに気づいてた。美世から彼氏に会ってほしいと懇願され豊吉は同道するが、その相手が藤次郎だったので、再び大喧嘩。美世が止めに入り、藤次郎に兄貴と呼べないなら別れると言われ、二人は仲直り。その後、駒吉は料亭蔦屋の看板娘・玉枝に会いにいく。駒吉は玉枝に認められるため、腕を磨いてきたのであった。玉枝は素っ気ない態度を取るが雇い入れ、徐々に駒吉の仕事と男前に惹かれていく。一方、豊作は板前として認められた駒吉の成長に安堵しているものの、秋祭り恒例の人力競争に車夫を引き継いでくれないので寂しさを抱いていたが、千成の女将に「車引きは一代こっきりでええやろ」と諭されていた。そんなある日、軍と癒着している商売人の浜村が俊一の借金をかたに玉枝を松崎大尉に差し出せと強要してきた。拒んだ玉枝は駒吉を呼び出し、そのまま駆け落ちをしてしまったことから、駒吉たちは望まぬ争いに巻き込まれていく。

## キャスト
- 千葉真一 ： 杉本駒吉

- 緑魔子 ： 料亭鳶屋の娘・玉枝
- 大原麗子 ： 杉本美世
- 月丘夢路 ： 千成の女将
- 山田吾一 ： 蹴爪の藤次郎
- 遠藤辰雄 ： 竹庵和尚
- 楠トシエ ： 小きん（芸者）
- 沢村貞子 ： たき（玉枝の母）
- 市川好朗 ： 俊一（玉枝の弟）
- 室田日出男 ： 浜村捨蔵
- 津田耕次 ： ツウやん
- 沢彰謙 ： 前川
- 天津敏 ： 浜村栄蔵
- 河合絃司 ： 今井
- サトウサブロー ：
- 吉野謙二郎 ： 子供
- 北川恵一 ：
- 植田灯孝 ： 仙助
- 八名信夫 ： 松崎大尉
- 小林稔侍 ： 駒吉の舎弟
- 山田甲一 ：
- 桐島好夫 ：
- 山之内修 ：
- 早瀬千香子 ：
- 八百原寿子 ： 女中
- 谷本小夜子 ： 女房
- 伴淳三郎 ： 杉本豊作

## スタッフ
- 監督 ： 鷹森立一
- 企画 ： 今田智憲・太田浩児・扇沢要
- 脚本 ： 池田雄一
- 撮影 ： 星島一郎
- 録音 ： 大谷正信
- 照明 ： 銀屋謙蔵
- 美術 ： 中村修一郎
- 編集 ： 田中修
- 助監督 ： 伊藤俊也
- 擬斗 ： 日尾孝司
- 進行主任 ： 久野義雄
- 現像 ： 東映化学工業
- 音楽 ： 津島利章
- スチール ： 田中真紀夫

## 主題歌
- 「河内遊侠伝」
- クラウンレコード
- 作詞 ： 星野哲郎
- 作曲 ： 清水路雄
- 唄 ： 津田耕次